# Adolf Frantz
Adolf Theodor Frantz (* 14. Oktober 1851 in Ringleben; † 19. Juni 1908 in Kiel) war ein deutscher Rechtswissenschaftler und Kirchenrechtler. Frantz war Professor der Rechte an der Universität Marburg und der Universität Kiel.

## Leben
Frantz besuchte zunächst die Schule in Rudolstadt und später die Latina in Halle (Saale). Nach sehr gut bestandenem Abiturexamen begann er ein Studium der Rechtswissenschaften an den Universitäten in Halle und Heidelberg. 1875 bestand Frantz die Referendariatsprüfung und wurde Appellationsgerichtsreferendar in Halle. Im Januar 1876 promovierte er an der Halleschen Universität mit der Dissertation Die evangelische Kirchenverfassung in den deutschen Städten des 16. Jahrhunderts zum Dr. jur.
Unter Veröffentlichung seiner Dissertationsschrift in zweiter erweiterter Auflage habilitierte er sich im Januar 1878 an der juristischen Fakultät der Universität Marburg als Privatdozent für Kirchen- und Strafrecht. 1880 erschien seine Schrift Das katholische Directorium des Corpus Evangelicorum. Nach handschriftlichen Quellen dargestellt, 1883 Die Patronatsbefugnisse in Bezug auf den Gemeinde-Kirchenrat nach §6 der Kirchengemeinde- und Synodialordnung vom 10. September 1873 sowie 1885 Die Wahlberechtigung der Geistlichen bei den kirchlichen Gemeindewahlen. Bereits im Oktober 1881 erhielt er eine außerordentliche Professur für Kirchen- und Strafrecht sowie Strafprozess- und Völkerrecht an der Marburger Universität. 1887 wurde sein Lehrbuch des Kirchenrechts, an dem er sehr lange gearbeitet hat, in erster Auflage veröffentlicht. Es war vor allem für das Studium der Studenten bestimmt und erlebte noch 1899 eine dritte Auflage.
Anfang April 1889 wurde Frantz nach Kiel versetzt. Am 2. April 1894 wurde er ordentlicher Professor für deutsches Recht und Kirchenrecht an der Kieler Universität. Er hielt aber auch Vorlesungen über Staats-, Völker-, Ehe- und Verwaltungsrecht. 1892 war er mit dem Beitrag Das Projekt eines Reichs-Conkordats und die Wiener Konferenzen von 1804 Mitautor einer Festschrift für den Juristen Rudolf von Jhering sowie 1907 mit der Fortsetzung Das Projekt eines Reichskonkordats nach den Wiener Konferenzen von 1804–1806 als Festschrift für Albert Hänel. Kleinere Arbeiten, Aufsätze und Rezensionen publizierte er unter anderem in der Deutschen Zeitschrift für Kirchenrecht und dem Zentralblatt für Rechtswissenschaft. Für die Theologische Literaturzeitung verfasste er über 100 Beiträge.
In seiner Freizeit züchtete er Blumen und war ein leidenschaftlicher Numismatiker. Er besaß eine umfangreiche und wertvolle Münzsammlung. Seit 1882 war er mit Elisabeth Charlotte Stephan verheiratet, der Tochter eines Regierungsrates aus Berlin. Sie hatten zwei Söhne. Adolf Frantz erkrankte an einem Magenleiden, an dem er am 19. Juni 1908, im Alter von 56 Jahren, in Kiel verstarb. Da er stets ärztliche Hilfe abgelehnt hatte, konnte die genaue Todesursache nicht festgestellt werden.

## Veröffentlichungen (Auswahl)
- Die evangelische Kirchenverfassung in den deutschen Städten des XVI. Jahrhunderts. 1. Auflage (Dissertationsschrift), Halle 1876.
- Die evangelische Kirchenverfassung in den deutschen Städten des 16. Jahrhunderts. 2. Auflage (Habilitationsschrift), Leipzig 1878.
- Das Katholische Directorium des Corpus Evangelicorum. Nach handschriftlichen Quellen dargestellt. Marburg 1880.
- Die Patronats-Befugnisse in Bezug auf den Gemeinde-Kirchenrath nach § 6 der Kirchengemeinde- und Synodal-Ordnung vom 10. September 1873. Marburg 1883.
- Die Wahlberechtigung der Geistlichen bei den kirchlichen Gemeindewahlen. Marburg 1885.
- Lehrbuch des Kirchenrechts. Göttingen 1887.
- Die Litteratur des Kirchenrechts, 1884 bis 1894. Leipzig 1896.